# Catalogue of Galaxies and of Clusters of Galaxies
Le Catalogue of Galaxies and of Clusters of Galaxies (CGCG), ou catalogue Zwicky (ZC), est un catalogue de galaxies recensant environ 9 134 amas de galaxies. Il a été tout d'abord publié en six volumes entre 1961 et 1968 par Fritz Zwicky et collaborateurs. Il a été mis à jour à plusieurs reprises depuis. 
Certains emploient les lettres ZWG pour désigner les galaxies relevées par Zwicky, par exemple ZWG 43-48 pour la galaxie NGC 4144.